# Кусумаатмаджа, Мохтар
Мохта́р Кусумаатма́джа (индон. Mochtar Kusumaatmadja; 17 февраля 1929 года, Батавия, Голландская Ост-Индия — 6 июня 2021 года, Джакарта, Индонезия) — индонезийский государственный деятель, министр иностранных дел в 1978—1988 годах. Доктор права, эксперт в области международного права.

## Биография
Родился 17 февраля 1929 года в Батавии (ныне Джакарта). После провозглашения независимости Индонезии вступил в Союз студенческой молодёжи Индонезии (ССМИ). Участвовал в Войне за независимость — сначала в рядах вооружённых формирований ССМИ, затем — в рядах Армии народной безопасности Индонезии.
В 1955 году Кусумаатмаджа окончил юридический факультет Университета Индонезии со степенью бакалавра. Затем продолжил образование в Йельском университете, где получил степень магистра права: во время обучения в США большое влияние на него оказали идеи американского юриста Роско Паунда . После окончания Йеля вернулся в Индонезию, где преподавал морское право в Университете Панджаджаран, также читал лекции в Университете Индонезия и Колледже командования Сухопутных войск и Генерального штаба. В 1962 году получил степень доктора права и учёное звание профессора, однако в том же году был уволен из Университета Панджаджаран и лишён звания профессора из-за критики в адрес президента Сукарно.
Начал дипломатическую карьеру в 29 лет, став представителем Индонезии на сессии ООН по морскому праву, сыграл значительную роль в определении морских, сухопутных и шельфовых границ Индонезии. В 1958—1961 годах представлял Индонезию на Конференции по морскому праву в Женеве, Коломбо и Токио.
В 1964—1966 годах вновь жил за границей, занимался научной деятельностью в Гарвардском и Чикагском университетах.
В 1966 году, после прихода к власти Сухарто, вернулся в Индонезию, где был восстановлен в профессорском звании. При Сухарто занял пост декана юридического факультета Университета Паджаджаран, затем стал его ректором. Одновременно с научно-педагогической работой занимался и законотворческой деятельностью, став автором Закона о внутренних водах Индонезии, а также национальной доктрины континентального шельфа.
В 1973—1978 годах Кусумаатмаджа был приглашён Сухарто на работу в правительство, заняв пост министра юстиции Индонезии. Важнейшим его достижением на данном посту было возрождение Национального института реформирования законодательства и связанное с этим значительное увеличение научно-исследовательской активности.
В 1978—1988 годах был министром иностранных дел Индонезии. На этом посту предпринял попытку улучшить имидж Индонезии за рубежом, позиционируя её не как военную диктатуру, а как страну с богатым культурным наследием. По его инициативе за рубежом был проведён целый ряд мероприятий, направленных на пропаганду индонезийской культуры — таких как Первый международный фестиваль гамелана, проведённый в Ванкувере одновременно с Экспо-86, а также выставка искусства папуасского народа асмат и выступление танцевальной труппы княжества Мангкунегаран. При Кусумаатмадже произошло значительное улучшение индонезийско-советских отношений — в 1984 году глава индонезийского МИД совершил, впервые за несколько десятков лет, визит в СССР.
В 1985 году Кусумаатмаджа был избран председателем Индонезийского шахматного союза. В 1995 году он стал одним из инициаторов подписания Бангкокского договора, согласно которому была образована безъядерная зона в Юго-Восточной Азии.
Скончался утром 6 июня 2021 года в больнице «Силоам» в Западной Джакарте. В тот же день был похоронен на джакартском Кладбище героев Калибата. После смерти Кусумаатмаджи известный индонезийский политик Юсрил Ихза Махендра предложил присвоить ему высшее звание страны — Национальный герой Индонезии.

## Научная деятельность
Автор ряда монографий и статей по юридическим вопросам, в частности, проблемам морского права (участвовал в работе конференций ООН по морскому праву). Считается автором выдвинутой Индонезией правовой концепции «государства-архипелага», которая в 1982 году была включена в Конвенцию ООН по морскому праву.

## Семья
- Мать — Ньи Эмин Салмини (индон. Nyi Emin Salmini).
  - Брат — Сарвоно Кусумаатмаджа[индон.], в 1988—2001 годах занимал ряд министерских постов в индонезийском правительстве.
    - Племянник — Резал Кусумаатмаджа (индон. Rezal Kusumaatmadja).
- Супруга — Сити Хадиджа (Ида) Салех (индон. Siti Hadidjah (Ida) Saleh), минангкабау по происхождению.
  - Дочь — Армида Алишахбана[англ.], министр планирования национального развития Индонезии (2009—2014), исполнительный секретарь ЭСКАТО (с 2018).
  - Сын — Эмир Кусумаатмаджа (индон. Emir Kusumaatmadja).
  - Сын — Рахмат Али Кусумаатмаджа (индон. Rachmat Askari Kusumaatmadja)